# 梁川星巌

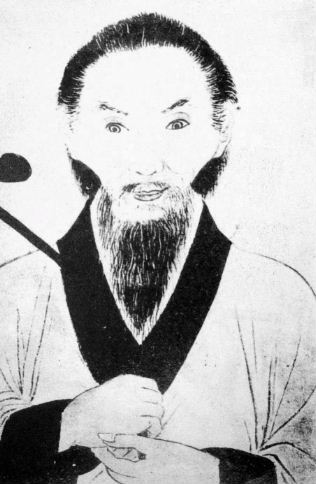
梁川星巌　肖像画

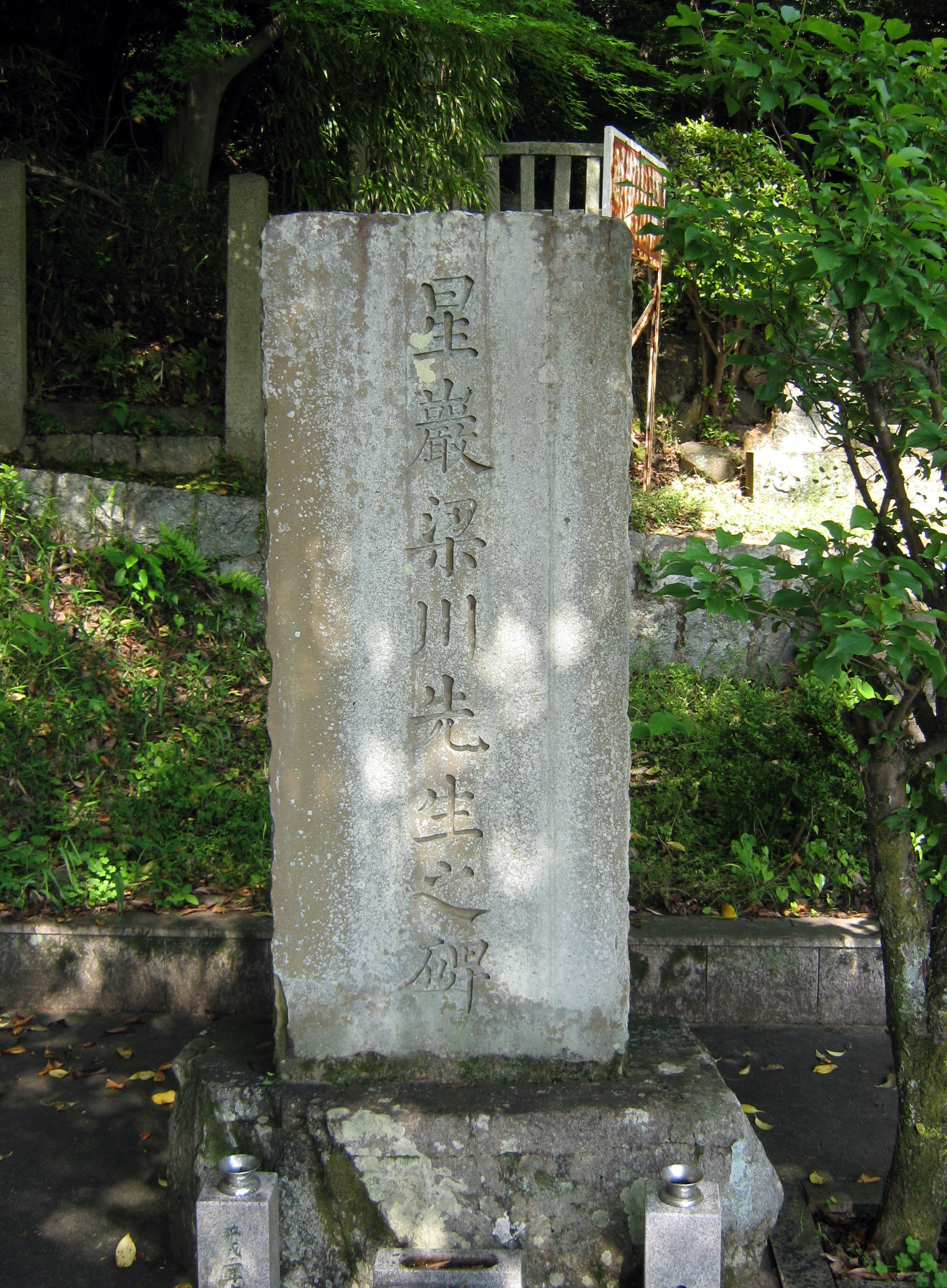
梁川星巌之碑、霊山護国神社、京都市左京区

梁川 星巌（やながわ せいがん、寛政元年6月18日（1789年7月10日） - 安政5年9月2日（1858年10月8日））は、江戸時代後期の漢詩人である。名は「卯」、字は「伯兎」。後に、名を「孟緯」、字を「公図」と改めた。通称は新十郎。星巌は号。

## 人物
美濃国安八郡曽根村（現在の岐阜県大垣市曽根町）の郷士の子に生まれる。文化5年（1808年）に山本北山の弟子となり、奚疑塾に学ぶ。文政3年（1820年）に女流漢詩人・紅蘭と結婚した。紅蘭とともに岡山、下関、長崎を旅し、江戸に戻ると玉池吟社を結成した。弘化2年（1845年）京に移る。
安政の大獄では、大獄実施のため江戸に向かっていたかつての門弟・老中間部詮勝と会見して懐柔を計画する。星巌は梅田雲浜や頼三樹三郎、吉田松陰、橋本左内等と交流があったために安政の大獄の捕縛対象者となったが、その直前（大量逮捕開始の3日前といわれる）にコレラに罹り急死した。世古恪太郎は妻・紅蘭が夕餉に供した鱧から感染したと述べている。星巌は死期が近いことを悟り、男子たるもの、女人の傍らで死するは名折れである、として妻を近づけず、頼三樹三郎ら門弟に看取られての最期であったという。捕縛直前の死は、詩人であることにちなんで、「死に（詩に）上手」と評されたという。
長野義言から老中酒井忠義、間部詮勝に送った書簡によると、老中らの入京後、本来であれば「悪謀方の総問屋」梁川星巌をまっ先に捕縛して情報を抑えるのが最上手であったが、本人死亡によりかなわず、書類も皆破棄されているであろうから、替わりに梅田雲浜、近藤茂左衛門らの捕縛に踏み切るべし、とある。
出身地・岐阜県大垣市曽根町の華渓寺には梁川星巌記念館があり、近くの曽根城公園に妻・紅蘭との銅像がある。かつて学問の街といわれた大垣であるが、現在の大垣の代表的文人とされている。また、大垣市立星和中学校の校名は、星巌の名前に由来するものである。
辞世　
もののふの　弓矢取る身も　恥ずるらめ　吾が大君の　猛き御心

## 星巌と妻・紅蘭
星巌とその妻・紅蘭は又従兄妹にあたる。江戸から故郷に帰った星巌は、村の子供たちを集めて、「梨花村草舎」と称する塾の様なものを開いた。そこに通っていた中に紅蘭もいた（当時14歳）。紅蘭は星巌の才学、人となりを慕って、進んで妻になることを父に請うたと言われている。
星巌32歳、紅蘭17歳の年に結婚をする。ところが結婚後すぐに星巌は、「留守中に裁縫をすること、三体詩を暗誦すること」を命じて旅に出てしまう。それから3年後、帰ってきた星巌を迎えた紅蘭は、命ぜられた三体詩の暗誦をやってのけたばかりでなく、一首の詩を詠んでいる。
階前栽芍薬。堂後蒔當歸。
一花還一草。情緒兩依依。
訳
きざはしの前には芍薬を植え、座敷のうしろには當歸をまきました（どちらも薬用植物だが、〈當歸〉は〈まさにかえるべし〉と訓読できるので、〈きっと帰ってくるだろう〉の意味がこめられている）。
花には私の姿をうつし、草には私の心を込めて。ああ、私の想いは、この花とこの草に離れたことはありませぬ。
星巌の放浪癖はその後も変わらなかったものの、これ以降は当時としては珍しく、妻を同伴して旅をするようになったという。

## 関連人物
- 藤田東湖
- 梅田雲浜
- 吉田松陰
- 橋本左内
- 池内大学
- 西郷隆盛
- 佐久間象山
- 頼山陽
- 春日潜庵
- 小野湖山
- 宇津木景福
- 岡本半介
- 頼三樹三郎
- 藤森弘庵
- 谷口藹山
- 山中静逸
- 藤井竹外
- 柏木如亭
- 所郁太郎
- 森春濤
- 高井鴻山
- 小原鉄心
- 日根対山
- 淡海槐堂
- 里井浮丘
- 江馬天江
- 馬杉雲外

## 刊行書籍
- 入谷仙介訳注『頼山陽　梁川星巌』岩波書店〈江戸詩人選集第8巻〉、1990年。 ※以下は近年刊行のみ
- 山本和義、福島理子訳注『梁川星巌』研文出版〈日本漢詩人選集17〉、2008年。
- 上野日出刀訳注『梁川星巌 藤森弘庵』明徳出版社〈叢書・日本の思想家37〉、1998年。